# 霜月りつ
霜月 りつ（しもつき りつ、11月22日）は、日本の小説家。

## 来歴
富山県生まれ。駒澤大学卒業。大学卒業後に編集者、ライターを経て作家デビューを果たす。少女・女性向けの作品やホラー作品などを別名で執筆。
2014年に初の時代小説『おとぼけ同心と小町姉妹　ギヤマンの花』を刊行。富山市在住。
『神様の子守はじめました。』は季野このきによりコミックシリーズ化された（2018年、KADOKAWA、全3巻）。

## 作品
- 『おとぼけ同心と小町姉妹　ギヤマンの花』コスミック出版 2014年8月
- 『おとぼけ同心と小町姉妹　雪坂の決闘』コスミック出版 2014年12月
- 『おとぼけ同心と小町姉妹　夫婦桜』コスミック出版 2015年4月
- 『若さま人情帖　颯爽！龍之介登場』コスミック出版 2015年9月
- 『若さま人情帖　うそつきの涙』コスミック出版 2016年2月
- 『若さま人情帖　さらば龍之介』コスミック出版 2016年6月
- 『神様の子守はじめました。』コスミック出版 2015年11月
- 『神様の子守はじめました。<2>』コスミック出版 2016年5月
- 『神様の子守はじめました。<3>』コスミック出版 2016年7月
- 『神様の子守はじめました。<4>』コスミック出版 2016年11月
- 『神様の子守はじめました。<5>』コスミック出版 2017年3月
- 『神様の子守はじめました。<6>』コスミック出版 2017年7月
- 『神様の子守はじめました。<7>』コスミック出版 2017年11月
- 『神様の子守はじめました。<8>』コスミック出版 2018年4月
- 『神様の子守はじめました。<9>』コスミック出版 2018年10月
- 『神様の子守はじめました。<10>』コスミック出版 201 年 月
- 『漫画家の明石先生は実は妖怪でした。』三交社 2018年2月
- 『えんま様の忙しい49日間』小学館 2018年6月
- 『明日、世界（キミ）が消える前に』ポプラ社 2018年9月
- 『本屋のワラシさま』早川書房 2019年 月
- 『託児処の巫師さま : 奥宮妖記帳』新紀元社 2019年 月
- 『えんま様のもっと!忙しい49日間 : 新宿発地獄行き』小学館 2020年 月
- 『神様の用心棒 : うさぎは闇を駆け抜ける』マイナビ出版 2020年 月
- 『百華後宮鬼譚 目立たず騒がず愛されず、下働きの娘は後宮の図書宮を目指す』ポプラ社 2021年2月
- 『妓楼の龍は後宮で遊ぶ 華国花街鬼譚』小学館 2024年8月

### アンソロジー収録作品
- 春の歌 - 『卒業式であった泣ける話 5分で読める12編のアンソロジー』所収 マイナビ出版 2021年2月
- パンダが来た! - 『動物園であった泣ける話 5分で読める12編のアンソロジー』所収 マイナビ出版 2021年4月

## 別名義作品
あらき りつこ 名義
- 『匣の中の楽園』角川ティーンズルビー文庫 2000年1月
- 『天使のたまご少女季』徳間書店 1985年 押井守と共著、絵:天野喜孝（1985年OVA『天使のたまご』）

白雪 真朱 （しらゆき ）名義
- 『ベリーベリーラズベリーと嘘吐き伯爵』コスミック出版 2012年
- 『忘れな姫と黒の騎士　淫らな身体は甘い夢に喘ぐ』コスミック出版 2013年
- 『ロマンスは船の上で　低気圧伯爵とラジオ娘』コスミック出版 2014年

真坂 たま （まさか たま）名義
- 『あたしの中の王子さま』富士見ミステリー文庫 2002年8月
- 『見知らぬ友人』パブリッシングリンク 2010年
- 『悪魔の飼い方　完全版』パブリッシングリンク 2013年
- 『シンデレラは踊らない』パブリッシングリンク 2013年
- 『ワケあり物件 契約中　カリスマ占い師と不機嫌な恋人』竹書房 2016年

白城 るた 名義
- 『きっとハッピーエンド』角川ルビー文庫 1997年1月
- 『そしてアイラブユー』角川ルビー文庫 1997年7月
- 『たとえばそれが恋なら』角川ルビー文庫 2000年2月
- 『ぎゅっ！とホールドミー』角川ルビー文庫 1998年6月
- 『だからフォーリンラブ』角川ルビー文庫 1998年1月

上杉 ぽぷら 名義
- 『コスプレでごめんね』Honey i's novel (オークラ出版) 2001年8月

工藤 イルマ 名義
- 『兄の愛人、彼の恋人』

六本木 曜 （ろっぽんぎ よう）名義
- 『非常階段』アクアノベルズ (オークラ出版) 2004年4月
- 『金曜日に濡れてもいい』オークラ出版 2004年9月
- 『君に溺れる』オークラ出版 2005年2月